# Аспри Амос
Аспри Амос (грч. Άσπρη Άμμος) је насељено место у општини Кавала у периферији Источна Македонија и Тракија, Грчка. Према попису из 2021. године био је 51 становник. Налази се на обали Егејског мора.
Насеље је подигнуто после Грчког грађанског рата и први пут се помиње на попису из 1961. године када је имало 51 становника.